# Emilio Argiroffi
Emilio Maria Giuseppe Argiroffi (Mandanici, 2 settembre 1922 – Taurianova, 28 maggio 1998) è stato un politico e poeta italiano.

## Biografia
Senatore del Partito Comunista Italiano per tre legislature; relatore della legge sull'inquinamento da rumore e sulla istituzione degli asili nido; sindaco di Taurianova dal 1993 al 1997. Autore di numerose raccolte di poesie; premiato al Premio Strega; vincitore di numerose rassegne regionali e nazionali. 
Laureato in medicina, apparteneva ad una famiglia della borghesia liberale siciliana, era molto colto, nel 1949 arrivò a lavorare all'Ospedale di Taurianova. Il Dott. Argiroffi divenne subito il medico dei poveri, dai braccianti ai contadini, dalle raccoglitrice di ulive ai bambini che camminavano scalzi, dai poveracci ai vecchi e ai senza niente. Curava gli ammalati di Taurianova e di tutta la Piana di Gioia Tauro-Rosarno e di altre parti della Calabria, con tanto amore e pazienza come un amico. I suoi pazienti ancora oggi lo ricordano per la sua bravura e per aver salvato tante vite umane e per la sua gentilezza. Per tutto questo fece una scelta di campo umana, morale ideologica e divenne comunista. Fu quella gente a votarlo e a mandarlo per tre legislature a fare il Senatore della Repubblica e a ricoprire la carica di Sindaco di Taurianova. Ancora oggi si raccontano i suoi interventi con la sua calda oratoria, ricchi di grande cultura e di politica nella Camera del Senato, nel Consiglio Comunale di Taurianova, nei dibattiti pubblici, nei convegni e in particolare trascinatore di folle nei suoi comizi nelle piazze sempre affollate, dei paesi della Piana e di tutta la Calabria, come vere opere d'arte, la gente lo capiva, perché usava le loro parole ed entrava dentro la loro anima. Le sue spoglie riposano nella cappella di famiglia a Mandanici in provincia di Messina.

## Opere

### Poesia
- Emilio Argiroffi, I grandi serpenti miei amici, Reggio Emilia; Roma: Casa del libro, 1981
- Emilio Argiroffi, Madrigale siciliano con alfabeti e tamburi, Reggio di Calabria: Alter studio, 1984
- Emilio Argiroffi, Epicedio per la signora che si allontana: trilogia poetica, Rosarno: Centro studi medmei, 1985
- Emilio Argiroffi, Le stanze del Minotauro, Roma: Gangemi, 1985
- Emilio Argiroffi, L'imperatore e la notte, Roma: Gangemi, 1988
- Emilio Argiroffi, L'oasi della parola: caffè letterari 1989, Rhegium Julii (Soveria Mannelli: Rubbettino), 1990
- Emilio Argiroffi, Il Cimento della parola sconosciuta, Reggio Calabria: Laruffa, 1990
- Emilio Argiroffi, Gli usignoli di Botonusa, Soveria Mannelli: Rubbettino, stampa 1991
- Emilio Argiroffi, L'oasi della parola: caffè letterari 1990, con nota critica su Argiroffi di Walter Mauro, Rhegium Julii, (Soveria Mannelli: Rubbettino), 1991
- Emilio Argiroffi, La grotta di Endimione, SPI CGIL Calabria (Soveria Mannelli: Rubbettino), 1995
- Emilio Argiroffi, Trenodia per la morte di Abele, ovvero Alò qui Marcinelle, Reggio Calabria: Laruffa, stampa 1996
- Emilio Argiroffi, Tre Nobel tra Scilla e Cariddi: I. Brodskij, T. Morrison, D. Walcott, Rhegium Julii (Soveria Mannelli: Rubbettino), 1997
- Emilio Argiroffi, Le azzurre sorgenti dell'Acheronte, a cura del Rhegium Julii, Ravagnese: Città del Sole, stampa 2006

### Saggistica
- Emilio Argiroffi et al, La nuova legge contro la droga, Roma: a cura dell'Ufficio stampa dei Gruppi parlamentari comunisti, 1976
- Emilio Argiroffi, 8 marzo di fine millennio per la poetessa Gilda Trisolini, Villa San Giovanni: Officina Grafica, 2006
- Emilio Argiroffi et al., Lo sport, Firenze: Sansoni, 1982
- Emilio Argiroffi e I. Chinello, Nocività e inquinamento a Marghera, Roma: a cura del Gruppo comunista del Senato, 1973